# Quai de la Gironde
Quai de la Gironde (nábřeží Girondy) je nábřeží v Paříži. Nachází se v 19. obvodu. Nábřeží je pojmenováno podle Gironde, což je estuár francouzských řek Garonna a Dordogne do Biskajského zálivu.

## Poloha
Nábřeží vede po levém, západním břehu kanálu Saint-Denis. Začíná u křížení kanálů Saint-Denis a Ourcq a končí u Boulevardu Macdonald, kde na něj navazuje Quai du Lot.